# Thelcticopis cuneisignata
Thelcticopis cuneisignata is een spinnensoort in de taxonomische indeling van de jachtkrabspinnen (Sparassidae).
Het dier behoort tot het geslacht Thelcticopis. De wetenschappelijke naam van de soort werd voor het eerst geldig gepubliceerd in 1965 door Pater Chrysanthus.